# Heteropogon alter
Heteropogon alter är en tvåvingeart som beskrevs av Becker 1915. Heteropogon alter ingår i släktet Heteropogon och familjen rovflugor. Inga underarter finns listade i Catalogue of Life.